# Saison 1 des 4400
Chronologie
Saison 2
Cet article présente le guide des épisodes de la première saison de la série télévisée Les 4400.

## Épisodes

### Épisode 1:Le Retour -1repartie
- États-Unis : 11 juillet 2004 sur USA Network
- France : 2 février 2005 sur M6

- États-Unis : 7,4 millions de téléspectateurs[1] (première diffusion)

### Épisode 2:Incontrôlable -2epartie
- États-Unis : 11 juillet 2004 sur USA Network
- France : 2 février 2005 sur M6

- États-Unis : 7,4 millions de téléspectateurs[1] (première diffusion)

### Épisode 3:Surhumain
- États-Unis : 18 juillet 2004 sur USA Network
- France : 9 février 2005 sur M6

- États-Unis : 5,63 millions de téléspectateurs[2] (première diffusion)

### Épisode 4:Modus operandi
- États-Unis : 25 juillet 2004 sur USA Network
- France : 9 février 2005 sur M6

- États-Unis : 4,8 millions de téléspectateurs[3] (première diffusion)

### Épisode 5:Persécutions
- États-Unis : 1er août 2004 sur USA Network
- France : 16 février 2005 sur M6

- États-Unis : 5,01 millions de téléspectateurs[4] (première diffusion)

### Épisode 6:Ici commence l'obscurité
- États-Unis : 8 août 2004 sur USA Network
- France : 16 février 2005 sur M6

- États-Unis : 6,1 millions de téléspectateurs[5] (première diffusion)